# Upper Sandusky
Upper Sandusky település az Amerikai Egyesült Államok Ohio államában, Wyandot megyében, melynek megyeszékhelye is. Lakosainak száma 6698 fő (2020. április 1.).

## Népesség
A település népességének változása:

| 2010 | 6 596 |
| 2020 | 6 698 |